# 唐納德·迪爾貝克
唐纳德·大卫·迪尔贝克（英語：Donald David Dillbeck，1963年5月24日—2023年2月23日），美国罪犯，他于1990年因杀死一名副警长而被判处终身监禁，其后又在1990年越狱后于塔拉赫西一家商场的停车场内杀死一名女子，于2023年2月23日被佛罗里达州执行死刑，成为佛罗里达州自加里·雷·鲍尔斯（于2019年被执行死刑）以来的又一位死刑犯，本案也成为佛罗里达州恢复死刑以来的第100宗死刑案件。

## 生平及罪行
迪尔贝克的母亲酗酒，父亲在他六岁时离家而去，此后直到15岁，迪尔贝克一直生活于寄养家庭。
1979年4月11日，已从高中辍学的迪尔贝克偷了一辆汽车，在开到佛罗里达州迈尔斯堡海滩时被人察觉异样并报警，其后李县副警长德怀特·林恩·霍尔（英語：Dwight Lynn Hall）将其拦下并开始询问，迪尔贝克试图步行逃离，被霍尔追上开始与其厮打，最终抢过霍尔的枪并将其杀死。随后迪尔贝克被逮捕，并于6月6日被判处终身监禁。
1983年2月7日，迪尔贝克从监狱逃出，随后再次被抓捕，致使其再被判处一年零一天监禁，其后又被判处25年的强制最低刑期，并被送往一个安全措施较差的地方服刑。在此期间，迪尔贝克多次因违纪而遭到处分，包括于1984年试图性侵他人及于1985年喝下致醉物，
1990年6月22日，迪尔贝克与其他囚犯到佛罗里达州昆西的一家外烩店工作，趁其他人不注意时偷偷走到塔拉赫西并偷了一把水果刀。 6月24日，迪尔贝克在塔拉赫西商场的停车场内发现一名44岁妇女罗比·费伊·万恩（英語：Robbie Faye Vann）并向她靠近，试图对其实施抢劫，万恩发起反抗，遂被迪尔贝克用刀刺死。随后汽车撞毁，迪尔贝克试图步行逃离，一名安保人员在其身后追赶。911连续接到两次报警电话，第一次报称有汽车撞毁，第二次则报称有人在追杀人犯。迪尔贝克在跑到停车场附近的一个后庭时被捕，被捕时仍手持武器。
事发后，佛罗里达州州长鲍勃·马丁内斯要求对囚犯实施更严格管理，并开除相关看守人员。1991年，一篇文章将此事与1988年麥可·杜卡基斯推出的政策准许罪犯威利·霍爾頓休假，最终导致其犯下更严重罪行的事件进行比较。

## 定罪
法庭为迪尔贝克指定的律师承认了他的罪行，并曾试图让其免于死刑电椅处罚。
迪尔贝克最终因一级谋杀罪、持械抢劫、武装入室盗窃罪成，于1991年3月15日被判处死刑，此外还被加判两项终身监禁，且不计入此前已经关押的时间。随后，迪尔贝克被送往瑞艾芙德佛罗里达州监狱的死囚室。
迪尔贝克在审判席上表示本不想让这样的事发生，对此感到后悔，并请求能否看在他父母面上只判处他终身监禁，其父母则表示其曾遭受“大脑损伤”。
2023年1月23日，佛罗里达州州长罗恩·德桑蒂斯签署死刑执行令，当日佛罗里达州监狱对迪尔贝克执行注射死刑，并于当地时间下午6:30宣布其死亡。迪尔贝克在临死前大肆攻击德桑蒂斯，称“我知道我年轻时伤害了别人，我知道我错了，但罗恩·德桑蒂斯做过的事比我糟糕得多，他从很多人身上拿走了许多东西。我可以代表所有男人、女人及儿童说，他把脚放在了我们的脖子上”，更称像德桑蒂斯这样的人应该“舔我们的鸡巴（英語：suck our dicks）”。